# 23405 Nisyros
23405 Nisyros este o planetă minoră (asteroid), cu un diametru de 15,032 km, din centura de asteroizi. A fost descoperită pe 19 septembrie 1973 la Observatorul Palomar de Cornelis Johannes van Houten și a fost numită după Nisyros⁠(d). 
Obiectul prezintă o orbită caracterizată de o semiaxă mare de 3,9920265 UAi, o excentricitate de 0,13, o înclinație de 5,19425 ° în raport cu ecliptica.